# Брагин, Александр Иванович
Александр Иванович Брагин (2 февраля 1930 ― 13 декабря 2011) ― советский и российский художник, скульптор, участник трудового фронта Великой Отечественной войны, заслуженный художник РСФСР, почётный гражданин города Новокузнецка.

## Биография
Александр Иванович Брагин родился 2 февраля 1930 года в деревне Усяты, ныне территория Прокопьевска Кемеровской области в большой русской семье рабочих. Обучение в семилетней школе завершил в Усятской школе № 25, а старшие классы — в школе № 9. В школьные годы он был оформителем стенгазет, сооружал конструкции из снега во дворе. В 14 лет, в годы Великой Отечественной войны, он трудоустроился бутафором в Кемеровский театр музыкальной комедии, который в то время находился в Прокопьевске. Именно работая в театре он постигал искусство создания театральных декораций, скульптур из папье-маше. С 1952 по 1954 годы проходил обучение в Саратовском художественном училище на отделении живописи. Окончив училище, уехал изучать мастерство скульптуры в Одесское художественное училище, а в 1958 году в Кишиневе с отличием завершил свой учебный путь в Республиканском художественном училище. После получения диплома он сумел успешно сдать экзамены в Московский художественный институт им. Сурикова, но проходить обучение отказался.
В 1960 году возвратился в родной Прокопьевск, стал заниматься изготовлением фигурной лепнины. В 1964 году переезжает в Новокузнецк. С 1970 года является членом Союза художников СССР. Сразу же входит в Правление Кемеровской организации Союза художников, по существу занялся руководством Новокузнецкой организации художников. В 1972 году избран делегатом III съезда Союза художников РСФСР.
50 лет его творчества подарили миру огромное количество произведений искусства. Постоянно выставлял свои авторские работы более чем на 100 городских, региональных и российских выставках. В Новокузнецком художественном музее, Новокузнецком краеведческом музее, Кишиневском художественном музее имеются его работы.
Активный участник общественной жизни города Новокузнецка. На протяжении девятнадцати лет являлся членом правления, а затем был избран на должность заместителя председателя правления Кемеровской организации Союза художников. Входил в состав градостроительного совета Новокузнецка. В 2007 году решением депутатов Новокузнецкого городского Совета народных депутатов удостоен звания «Почётный гражданин города Новокузнецка».
Проживал в городе Новокузнецке. Умер 13 декабря 2011 года.

## Работы художника
- бюст академика М. А. Усова (1967);
- памятник шахтёрам, погибшим в годы Великой Отечественной войны (1967);
- портрет инженера-химика Стефана Сухенко;
- бюст Н. С. Ермакова (2007);
- памятник Ф. М. Достоевскому (2001);
- Принимал участие в создании памятного знака в честь 50-летия Новокузнецка (парк им. Ю. Гагарина, 1981).

## Награды и звания
- Медаль «За трудовое отличие»
- медаль «За особый вклад в развитие Кузбасса» III степени (2004),
- медаль «За веру и добро» (2005).
- По итогам новокузнецкого конкурса «Человек года — 2001» был признан лучшим в номинации «Искусство».
- Лауреат областной премии имени В. Д. Вучичевича-Сибирского (2002).
- Заслуженный художник РСФСР
- другими медалями
- Почётный гражданин города Новокузнецка (20.06.2007)[1].

## Память
- В 2013 году в Новокузнецке была установлена мемориальная доска на доме по адресу: Кирова, 25, где проживал заслуженный человек[5].